# Opere di Giuseppe Sanmartino
Segue un elenco esaustivo (ma comunque incompleto) delle opere di Giuseppe Sanmartino.
L'elenco non tiene conto di alcune opere perdute o di difficile identificazione, come la serie di pastori realizzati nei presepi napoletani (presepe del Banco di Napoli al Palazzo Reale, presepe della concattedrale di Santissima Maria Assunta e San Catello di Castellammare di Stabia, presepe Cuciniello alla certosa di San Martino, il presepe della basilica di Santa Chiara e altri)

## Elenco
| Immagine | Titolo | Anno        | Materiale                                  | Dimensione                                | Collocazione                                                    | Città                   | Note |
| -------- | --- | ----------- | ------------------------------------------ | ----------------------------------------- | --------------------------------------------------------------- | ----------------------- | --- |
|          | Altare maggiore con due putti reggitorciera                                                                                         | 1748-1750   |                                            |                                           | Chiesa di Santa Teresa degli Scalzi                             | Napoli                  | Proveniente dalla chiesa del Divino Amore                                                                                              |
|          | Modello per il Busto di San Vincenzo Ferreri                                                                                        | 1750 ca.    |                                            |                                           | Metropolitan Museum                                             | New York                | Il busto argenteo del 1750 circa, è realizzato da Francesco Manzone e risulta perduto                                                  |
|          | San Michele Arcangelo | 1751        | marmo                                      | h. 158 cm                                 | Cattedrale della Madia                                          | Monopoli                | Realizzata con Giovanni Cimafonte |
|          | San Giuseppe | 1751        | marmo                                      | h. 158 cm                                 | Cattedrale della Madia                                          | Monopoli                | Realizzata con Giovanni Cimafonte |
|          | Cristo velato | 1753        | lung. 220 cm                               | marmo                                     | Cappella Sansevero                                              | Napoli                  | Firmata e datata, l'opera è realizzata da un bozzetto di Antonio Corradini                                                             |
|          | Putti reggi fiaccola (×2) e coppia di putti reggi stemma                                                                            | 1756 ca.    |                                            | marmo                                     | Chiesa della Nunziatella, altare maggiore                       | Napoli                  | |
|          | Busto di santa Maria Maddalena | 1757        | h. 100 cm                                  | argento e rame dorato                     | Cappella del Tesoro di San Gennaro                              | Napoli                  | Opera realizzata da Filippo del Giudice su un modello disegnato dal Sanmartino                                                         |
|          | Verginità | 1757        |                                            | marmo                                     | Chiesa della certosa di San Martino, cappella dell'Assunta      | Napoli                  | |
|          | Ricompensa | 1757        |                                            | marmo                                     | Chiesa della certosa di San Martino, cappella dell'Assunta      | Napoli                  | |
|          | Coppie di cherubini con simboli (×2) e teste reggimensola (×2)                                                                      | 1757        |                                            | marmo                                     | Chiesa della certosa di San Martino, cappella dell'Assunta      | Napoli                  | |
|          | Carità | 1757        |                                            | marmo                                     | Chiesa della certosa di San Martino, cappella di San Martino    | Napoli                  | |
|          | Fortezza | 1757        |                                            | marmo                                     | Chiesa della certosa di San Martino, cappella di San Martino    | Napoli                  | |
|          | Coppie di cherubini con simboli (×2) e teste reggimensola (×2)                                                                      | 1757        |                                            | marmo                                     | Chiesa della certosa di San Martino, cappella di San Martino    | Napoli                  | |
|          | Sculture per l'altare maggiore | 1758        |                                            | marmo                                     | Chiesa di Santa Maria delle Grazie a Toledo                     | Napoli                  | Realizzate da disegni di Michelangelo Porzio                                                                                           |
|          | Modelli dei bassorilievi con Baccanali (×10)                                                                                        | 1758        |                                            |                                           | Palazzo Sansevero                                               | Napoli                  | Opere realizzate da Gerardo Solifrano                                                                                                  |
|          | Monumento Rinuccini | 1759        |                                            | marmo                                     | Chiesa di San Domenico Soriano                                  |                         | Già nella chiesa dell'Avvocata; eseguito su disegno di Ferdinando Fuga                                                                 |
|          | San Filippo | 1759        | h. 300 cm                                  | stucco                                    | Chiesa dei Santi Filippo e Giacomo, facciata                    | Napoli                  | |
|          | San Giacomo | 1759        | h. 300 cm                                  | stucco                                    | Chiesa dei Santi Filippo e Giacomo, facciata                    | Napoli                  | |
|          | Ritratto di Antonio Leo | 1759 ca.    |                                            |                                           | Chiesa dei Santi Filippo e Giacomo                              | Napoli                  | |
|          | Busto di san Domenico | 1750-1760   | h. 88 cm                                   | argento e rame dorato                     | Cappella del Tesoro di San Gennaro                              | Napoli                  | Realizzata con ignoto argentiere napoletano, forse Francesco Manzone                                                                   |
|          | San Pietro | 1760 ca.    |                                            | marmo                                     | Chiesa di San Giuseppe dei Ruffi, transetto sinistro            | Napoli                  | |
|          | San Paolo | 1760 ca.    |                                            | marmo                                     | Chiesa di San Giuseppe dei Ruffi, transetto sinistro            | Napoli                  | |
|          | Coppia di putti | 1760        |                                            | marmo                                     | Chiesa del Gesù Nuovo, transetto destro                         | Napoli                  | |
|          | Coppie di Putti con i simboli di san Francesco Saverio (×2)                                                                         | 1760 ca.    | h. 120 cm                                  | marmo                                     | Chiesa di San Ferdinando                                        | Napoli                  | |
|          | Gruppo di sant'Agostino che calpesta l'Eresia con le statue della Fede, Carità, angeli, cherubini, Trinità e busti di santi vescovi | 1760-1761   |                                            | stucco                                    | Chiesa di Sant'Agostino alla Zecca                              | Napoli                  | |
|          | Angeli con cornucopie reggifiaccola                                                                                                 | 1761        | h. 135 cm                                  | marmo                                     | Chiesa di Sant'Antonio, altare maggiore                         | Maddaloni               | |
|          | San Gregorio Magno | 1762        | h. 250 cm                                  | stucco                                    | Chiesa di Sant'Agostino alla Zecca                              | Napoli                  | |
|          | Leone Magno | 1762        | h. 250 cm                                  | stucco                                    | Chiesa di Sant'Agostino alla Zecca                              | Napoli                  | |
|          | Busto di Sant'Elpidio | 1763        |                                            | argento                                   | Ubicazione sconosciuta                                          |                         | Realizzato da Andrea Russo su un modello disegnato dal Sanmartino, già nella chiesa parrocchiale di Sant'Arpino, fu trafugato nel 1981 |
|          | Virtù di Carlo III di Borbone | 1764        |                                            | marmo                                     | Foro Carolino                                                   | Napoli                  | Lo scultore ha realizzato tre delle ventisei sculture che decorano la balaustra                                                        |
|          | San Lazzaro | 1764        | h. 158 cm                                  | terracotta                                | Basilica della Santissima Annunziata Maggiore                   | Napoli                  | |
|          | Vergine col Bambino con Gloria di putti                                                                                             | 1766        |                                            | stucco                                    | Basilica della Santissima Annunziata Maggiore, succorpo         | Napoli                  | La Vergine col Bambino è di Domenico Gagini                                                                                            |
|          | Paliotto d'altare | 1766        |                                            | marmo                                     | Ubicazione di sconosciuta                                       |                         | Già nella chiesa dei Santi Marcellino e Festo a Napoli, poi nel duomo di Sorrento, fu trafugato                                        |
|          | Angeli capialtare (×2) | 1767        |                                            | marmo                                     | Cattedrale                                                      | Foggia                  | Uno dei due putti è firmato e datato                                                                                                   |
|          | Angeli capialtare (×2) | 1767        |                                            |                                           | Chiesa di San Benedetto                                         | Massafra                | Attribuiti a lui e alla sua bottega |
|          | Busto di san Bartolomeo | 1767        |                                            | argento                                   | Chiesa di San Bartolomeo                                        | San Bartolomeo in Galdo | Realizzato da ignoto argentiere napoletano su un modello disegnato dal Sanmartino o dalla sua scuola                                   |
|          | Paliotto d'altare con putti | 1768        |                                            | marmo                                     | Chiesa di Santa Maria delle Grazie Maggiore a Caponapoli        | Napoli                  | |
|          | Angeli reggifiaccola capialtare | 1768        | h. 160 cm                                  | stucco dorato                             | Chiesa della certosa di San Martino                             | Napoli                  | |
|          | Teste di cherubini capialtare | 1769        |                                            | marmo                                     | Chiesa della Santissima Concezione                              | Maddaloni               | Realizzate con Vincenzo d'Adamo |
|          | Sculture per l'altare della cappella                                                                                                | 1770        |                                            | marmo                                     | Cattedrale, cappella del Sacramento                             | Taranto                 | Realizzate con Giuseppe Fulchignone |
|          | Paliotto di San Giustino dell'altare maggiore                                                                                       | 1770 ca.    |                                            |                                           | Cattedrale di San Giustino                                      | Chieti                  | Realizzato da Antonio di Lucca su un modello attribuito al Sanmartino                                                                  |
|          | Busto di San Prisco | 1771        |                                            | argento                                   | Museo diocesano San Prisco                                      | Nocera Inferiore        | Realizzato da Saverio Manzone su un modello attribuito al Sanmartino                                                                   |
|          | Putti del ciborio dell'altare maggiore                                                                                              | ante 1772   |                                            |                                           | Concattedrale                                                   | Castellammare di Stabia | |
|          | Bozzetto del San Paolo dei Girolamini                                                                                               | 1772        | h. 55 cm                                   | terracotta dorata                         | Museo nazionale di San Martino                                  | Napoli                  | |
|          | Bozzetto del San Paolo dei Girolamini                                                                                               | 1772        | h. 50 cm                                   | terracotta                                | Galleria Nazionale di Palazzo Barberini                         | Roma                    | |
|          | Bozzetto del San Pietro dei Girolamini                                                                                              | 1772        | h. 50 cm                                   | terracotta                                | Galleria Nazionale di Palazzo Barberini                         | Roma                    | |
|          | Carità | 1772        |                                            | marmo                                     | Chiesa di San Martino                                           | Martina Franca          | |
|          | Abbondanza | 1772        |                                            | marmo                                     | Chiesa di San Martino                                           | Martina Franca          | |
|          | Putti e cherubini d'altare | 1772        |                                            | marmo                                     | Chiesa di San Martino                                           | Martina Franca          | |
|          | Bozzetto del San Francesco di Paola di Taranto                                                                                      | 1772        | h. 52 cm                                   | terracotta                                | Collezione privata                                              | Napoli                  | |
|          | Bozzetto del San Filippo Neri di Taranto                                                                                            | 1772        | h. 50 cm                                   | terracotta                                | Kunsthistorisches Museum                                        | Vienna                  | |
|          | San Marco | 1773        | h. 184 cm                                  | marmo                                     | Cattedrale, cappellone di San Cataldo                           | Taranto                 | |
|          | Santa Teresa d'Avila | 1773        | h. 184 cm                                  | marmo                                     | Cattedrale, cappellone di San Cataldo                           | Taranto                 | |
|          | San Domenico di Guzmàn | 1773        | h. 184 cm                                  | marmo                                     | Cattedrale, cappellone di San Cataldo                           | Taranto                 | |
|          | San Filippo Neri | 1773        | h. 184 cm                                  | marmo                                     | Cattedrale, cappellone di San Cataldo                           | Taranto                 | |
|          | San Pietro Apostolo | 1773        | h. 184 cm                                  | marmo                                     | Cattedrale, cappellone di San Cataldo                           | Taranto                 | |
|          | San Sebastiano | 1773        | h. 184 cm                                  | marmo                                     | Cattedrale, cappellone di San Cataldo                           | Taranto                 | |
|          | Sant'Irene | 1773        | h. 184 cm                                  | marmo                                     | Cattedrale, cappellone di San Cataldo                           | Taranto                 | |
|          | San Francesco di Paola | 1773        | h. 184 cm                                  | marmo                                     | Cattedrale, cappellone di San Cataldo                           | Taranto                 | |
|          | San Francesco d'Assisi | 1773        | h. 184 cm                                  | marmo                                     | Cattedrale, cappellone di San Cataldo                           | Taranto                 | |
|          | San Giovanni Battista | 1773        | h. 184 cm                                  | marmo                                     | Cattedrale, cappellone di San Cataldo                           | Taranto                 | |
|          | San Pietro | 1773        |                                            | marmo                                     | Chiesa dei Girolamini, facciata esterna                         | Napoli                  | Sbozzata in principio da Cosimo Fanzago                                                                                                |
|          | San Paolo | 1773        |                                            | marmo                                     | Chiesa dei Girolamini, facciata esterna                         | Napoli                  | Sbozzata in principio da Cosimo Fanzago                                                                                                |
|          | Progetto dell'arco trionfale presbiteriale e dell'altare maggiore                                                                   | 1773        |                                            | marmo                                     | Basilica di San Martino                                         | Martina Franca          | Realizzato dal marmoraro Giuseppe Varriale                                                                                             |
|          | Progetto dell'Altare del Cristo alla Colonna                                                                                        | 1773        |                                            | marmo                                     | Basilica di San Martino                                         | Martina Franca          | Realizzato dal marmoraro Giuseppe Varriale                                                                                             |
|          | Busto di san Filippo Neri | 1774        |                                            | argento                                   | Opera perduta                                                   |                         | Già nella cappella Regine (non più esistente) a Forio d'Ischia                                                                         |
|          | Bozzetto del busto di padre Rocco                                                                                                   | 1772-1775   | h. 69 cm                                   | terracotta                                | Museo nazionale di San Martino                                  | Napoli                  | |
|          | Bozzetto del monumento ad Antonino Sersale                                                                                          | 1774-1775   |                                            | terracotta                                | Collezione privata                                              | Roma                    | |
|          | Ritratto del Real Infante Carlo Tito di Borbone come putto dormiente                                                                | 1775 ca.    |                                            | marmo                                     | Reggia                                                          | Caserta                 | |
|          | Ritratto del Real Infante Carlo Tito di Borbone come san Francesco di Paola                                                         | 1775 ca.    |                                            | argento                                   | Opera perduta                                                   |                         | Modello tratto dall'originale marmoreo, l'opera era segnalata al Palazzo Reale di Napoli e oggi non è rintracciata                     |
|          | Tomba del giurista Vincenzo Ippolito                                                                                                | 1776        |                                            | marmo                                     | Chiesa dei Santi Apostoli                                       | Napoli                  | |
|          | Monumento al canonico Alessio Simmaco Mazzocchi                                                                                     | 1776        |                                            | marmo                                     | Basilica di Santa Restituta                                     | Napoli                  | |
|          | Pio VI | 1776        | h. 200 cm                                  | marmo                                     | Abbazia                                                         | Casamari                | |
|          | Sculture per l'altare maggiore | 1777        |                                            | marmo                                     | Cattedrale                                                      | Trani                   | Smembrata, ne restano solo frammenti                                                                                                   |
|          | Monumento funebre a Filippo di Borbone                                                                                              | 1777        |                                            | marmo                                     | Basilica di Santa Chiara, cappella Borbone                      | Napoli                  | Realizzato su disegno di Ferdinando Fuga                                                                                               |
|          | Sculture dell'altare maggiore | 1777        |                                            | marmo                                     | Eremo dei Camaldoli                                             | Visciano di Nola        | |
|          | Pavimento della sacrestia della cappella Regine                                                                                     | 1777        |                                            | maiolica con decori naturalistici e putti | Istituto statale d'arte                                         | Napoli                  | Realizzato da Ignazio Chiaiese |
|          | Busto di san Pietro | 1777        |                                            | argento e rame dorato                     | Opera perduta                                                   |                         | Già nella cappella Regine (non più esistente) a Forio d'Ischia                                                                         |
|          | Medaglia di san Domenico col cagnolino                                                                                              | 1777        |                                            | terracotta                                | Ubicazione ignota                                               |                         | Realizzata da Vincenzo d'Adamo |
|          | Disegno e modello per un candeliere dell'altare maggiore                                                                            | 1776-1778   |                                            | rame dorato                               | Chiesa dei Santi Apostoli                                       | Napoli                  | |
|          | Sculture per l'altare della Madonna del Pilerio                                                                                     | 1778        |                                            | marmo                                     | Cattedrale                                                      | Cosenza                 | |
|          | Monumento ad Antonino Sersale | 1778        |                                            | marmo                                     | Duomo                                                           | Napoli                  | |
|          | Disegni di putti con palme | 1778        |                                            | cartapesta                                | Chiesa dei Girolamini                                           | Napoli                  | Realizzati da Gaetano Navarro |
|          | Busto di Lucio Caracciolo | 1778        |                                            | marmo                                     | Chiesa di San Giovanni a Carbonara                              | Napoli                  | Rifacimento di un antico busto finelliano                                                                                              |
|          | Pietà | 1770-1780   | lung. 36 cm                                | terracotta policroma                      | Museo nazionale dei Girolamini                                  | Napoli                  | |
|          | Pietà con putto piangente | 1770-1780   | lung. 50,5 cm                              | terracotta policroma                      | Museo nazionale dei Girolamini                                  | Napoli                  | |
|          | Monumento al canonico Simeoli | 1778-1780   |                                            | marmo                                     | Basilica di Santa Restituta                                     | Napoli                  | |
|          | Testa in terracotta di San Filippo Neri                                                                                             | 1780        |                                            | terracotta                                | Museo nazionale dei Girolamini                                  | Napoli                  | |
|          | Madonna col Bambino | 1780        |                                            |                                           | Chiesa dei Girolamini, facciata esterna                         | Napoli                  | |
|          | Busto di Livia Doria | 1780        | h. 66 cm                                   | marmo                                     | Collezione privata                                              | Napoli                  | |
|          | Busto di Carmine Ventapane | 1780 ca.    |                                            | marmo                                     | Ubicazione ignota                                               |                         | Già nella chiesa di Sant'Efremo Nuovo a Napoli                                                                                         |
|          | Santità | 1781        |                                            | stucco                                    | Chiesa della SS. Annunziata, crociera                           | Napoli                  | |
|          | Orazione | 1781        |                                            | stucco                                    | Chiesa della SS. Annunziata, crociera                           | Napoli                  | |
|          | Sapienza | 1781        |                                            | stucco                                    | Chiesa della SS. Annunziata, crociera                           | Napoli                  | |
|          | Meditazione | 1781        |                                            | stucco                                    | Chiesa della SS. Annunziata, crociera                           | Napoli                  | |
|          | Statue di Partenope e del Sebeto | 1781        |                                            | stucco                                    | Opere perdute                                                   |                         | Già nel Real Passeggio di Chiaia a Napoli                                                                                              |
|          | Bassorilievo della Madonna col Bambino e le anime del purgatorio                                                                    | 1783        | h. 58 cm                                   | marmo                                     | Chiesa di San Domenico Maggiore, cappella Carafa della Roccella | Napoli                  | |
|          | San Francesco d'Assisi | 1780-1785   | h. 173 cm                                  | marmo                                     | Museo nazionale di San Martino                                  | Napoli                  | Già nella chiesa di Sant'Efremo Nuovo a Napoli                                                                                         |
|          | Modello della Religione per la cappella Regine di Forio d'Ischia                                                                    | 1785        | h. 39 cm                                   | terracotta                                | Museo nazionale del Palazzo di Venezia                          | Roma                    | |
|          | San Gregorio Magno | 1785-1786   |                                            | legno                                     | Cattedrale                                                      | Manduria                | Realizzata da Gennaro Trilocco su un modello disegnato dal Sanmartino                                                                  |
|          | Medaglione di Pietro Regine sostenuto da un putto                                                                                   | 1786        |                                            | marmo                                     | Ubicazione ignota                                               |                         | Già nella cappella Regine (non più esistente) a Forio d'Ischia                                                                         |
|          | Ritratto di Gaetano Regine | 1786        |                                            | marmo                                     | Ubicazione ignota                                               |                         | Già nella cappella Regine (non più esistente) a Forio d'Ischia                                                                         |
|          | Coppia di angeli | 1786        |                                            | marmo                                     | Chiesa di San Domenico Maggiore, cappella Carafa della Roccella | Napoli                  | |
|          | Religione velata | 1786        |                                            | marmo                                     | Cimitero di Sant'Anna                                           | Trieste                 | Proveniente dalla cappella Regine di Forio d'Ischia (non più esistente), dov'è registrata fino al 1853                                 |
|          | San Vito | 1787        | h. 135 cm                                  | argento e rame dorato                     | Chiesa di San Vito                                              | Forio d'Ischia          | Realizzato da Giuseppe e Gennaro del Giudice su un modello disegnato dal Sanmartino                                                    |
|          | Monumento funebre a Carlo Cito | 1787        |                                            | marmo                                     | Basilica di Santa Chiara                                        | Napoli                  | Eseguito da Gaetano Barba e Antonio di Lucca; già nella cappella Cito, parzialmente distrutto dai bombardamenti del 1943               |
|          | Monumento funebre a Baldassare Cito                                                                                                 | 1787        |                                            | marmo                                     | Basilica di Santa Chiara                                        | Napoli                  | Eseguito da Gaetano Barba e Antonio di Lucca; già nella cappella Cito, parzialmente distrutto dai bombardamenti del 1943               |
|          | Coppia di Angeli reggi fiaccola | 1787        | h. 196 cm (h. 260 cm compreso il torciere) | marmo                                     | Chiesa dei Girolamini, abside                                   | Napoli                  | |
|          | Disegno e modello per candelieri e giare                                                                                            | 1787        |                                            | rame dorato                               | Chiesa dei Santi Apostoli                                       | Napoli                  | |
|          | Monumento funebre al principe Domenico Cattaneo della Volta di Sannicandro                                                          | 1787        |                                            | marmo                                     | Perduto                                                         |                         | Già nella chiesa di Santa Maria della Stella a Napoli, fu distrutto nel 1943                                                           |
|          | Cherubini capialtare | 1787 ca.    |                                            | marmo                                     | Cattedrale                                                      | Gioia del Colle         | Provenienti dal duomo di Bari |
|          | Bozzetto del bassorilievo del Miracolo del cieco nato della chiesa di Regina Coeli                                                  | 1788        | h. 36 cm                                   | terracotta                                | Museo di Palazzo Venezia                                        | Roma                    | |
|          | Disegno per la statua di San Giovanni Gualberto                                                                                     | 1788        | h. 52 cm                                   | carta pesante                             | Collezione privata                                              | Taranto                 | |
|          | Bassorilievo col miracolo del cieco nato                                                                                            | 1789        |                                            | marmo                                     | Chiesa di Santa Maria Regina Coeli                              | Napoli                  | Realizzato da Antonio Belliazzi su un modello disegnato dal Sanmartino                                                                 |
|          | Bassorilievo con la cena in Emmaus                                                                                                  | 1789        |                                            | marmo                                     | Chiesa di Santa Maria Regina Coeli                              | Napoli                  | Realizzato da Antonio Belliazzi su un modello disegnato dal Sanmartino                                                                 |
|          | Busto di san Giuseppe col Bambino                                                                                                   | 1789        |                                            | argento e rame dorato                     | Opera perduta                                                   |                         | Realizzata da Giuseppe e Gennaro del Giudice per la cappella Regine a Forio d'Ischia (non più esistente)                               |
|          | San Giuseppe col Bambino | 1785-1790   | h. 160 cm                                  | legno                                     | Chiesa di San Matteo                                            | Agerola                 | Eseguito da un'ignota maestranza locale su un modello disegnato dal Sanmartino                                                         |
|          | Gruppo dell'Eterno Padre con angeli e putti                                                                                         | 1790 ca.    |                                            | marmo                                     | Chiesa di San Giuseppe al rione Luzzatti                        | Napoli                  | Già nella chiesa di San Giuseppe Maggiore (oggi demolita), è realizzato dalla bottega del Sanmartino su disegno di Gaetano Barba       |
|          | San Giovanni Gualberto | 1790        |                                            | marmo                                     | Cattedrale, cappellone di San Cataldo                           | Taranto                 | |
|          | San Giuseppe col Bambino | 1791        |                                            | marmo                                     | Cattedrale, cappellone di San Cataldo                           | Taranto                 | |
|          | Mosè e Aronne con gli angeli reggenti le tavole                                                                                     | 1776 e 1792 |                                            | marmo                                     | Chiesa dei Girolamini, facciata esterna                         | Napoli                  | |
|          | Busto di san Massimo | 1793        |                                            | argento                                   | Ubicazione ignota                                               |                         | Eseguito da Biagio Giordano per la cattedrale di Penne, viene trafugato nel 1982                                                       |
|          | San Rocco | 1793        | h. 153 cm                                  | argento e rame dorato                     | Cattedrale                                                      | Ruvo di Puglia          | Realizzato da Biagio Giordano |
|          | Paliotto dell'altare maggiore | 1793        |                                            | marmo                                     | Chiesa di San Lorenzo                                           | San Severo              | |
|          | Putti capialtare (×2) | 1793        |                                            | marmo                                     | Chiesa di San Lorenzo                                           | San Severo              | Realizzati assieme alla bottega |
|          | Cristo crocifisso | 1790-1797   |                                            | legno                                     | Museo nazionale dei Girolamini                                  | Napoli                  | Attribuito al Sanmartino o a Francesco Verzella agli inizi Ottocento                                                                   |
|          | Arcangelo Raffaele con Tobiolo e l'angelo                                                                                           | 1797        | h. 167 cm                                  | argento e rame dorato                     | Reale cappella del Tesoro di san Gennaro                        | Napoli                  | Eseguito da Giuseppe e Gennaro del Giudice su un modello disegnato dal Sanmartino                                                      |